# Općina Tržič
Općina Tržič (slo.:Občina Tržič) je općina na sjeveru Slovenije u pokrajini Gorenjskoj i statističkoj regiji Gorenjskoj. Središte općine je grad Tržič s 3.920 stanovnika. 

## Zemljopis
Općina Tržič nalazi se na sjeveru Slovenije, na granici s Austrijom. Općina se nalazi usred alpskog planinskog masiva. Sjevernim dijelom općine pružaju se Karavanke i Kamniške Alpe, dok se pri jugu tlo spušta ka dolini rijeke Save. U sredini se nalazi dolina Tržičke Bistrice, koja je pogodna za život i gdje su smještena naselja općine.
U nižim krajevima općine vlada umjereno kontinentalna klima, dok u višim krajevima vlada njena oštrija, planinska varijanta.
Glavni vodotok je rijeka Tržička Bistrica, svi ostali manji vodotoci su pritoci ove rijeke.

## Naselja u općini
Bistrica pri Tržiču, Brdo, Breg ob Bistrici, Brezje pri Tržiču, Čadovlje pri Tržiču, Dolina, Gozd, Grahovše, Hudi Graben, Hudo, Hušica, Jelendol, Kovor, Križe, Leše, Loka, Lom pod Storžičem, Novake, Paloviče, Podljubelj, Popovo, Potarje, Pristava, Retnje, Ročevnica, Sebenje, Senično, Slap, Spodnje Vetrno, Tržič, Vadiče, Visoče, Zgornje Vetrno, Zvirče, Žiganja vas

## Vanjske poveznice
- Službena stranica općine